# کرون پوکفند
کرون پوکفند (به انگلیسی: Charoen Pokphand) شرکت خوشه‌ای تایلندی است، که شرکت‌های زیرمجموعه آن، در زمینه‌های مخابرات، خطوط تلفن ثابت و خدمات اینترنتی، خرده‌فروشی، هایپرمارکت و سوپرمارکت‌های زنجیره‌ای، توزیع عمده گوشت و محصولات فریزری، مدیریت رستوران‌های زنجیره‌ای، تولید محصولات کشاورزی و ارائه خدمات بیمه فعالیت می‌نماید.
شرکت کرون پوکفند در سال ۱۹۲۱ توسط چیا اک چور راه‌اندازی شد و در حال حاضر دارای بیش از ۲۰۰ شرکت تابعه می‌باشد، که در ۲۰ کشور جهان در حوزه‌های مختلف، فعالیت می‌کنند.
دفتر مرکزی این شرکت در شهر بانکوک، تایلند قرار دارد. از شرکت‌های تابعه می‌توان به پینگ ان اشاره کرد، که هم‌اکنون دومین کارگزار بیمه در جمهوری خلق چین به‌شمار می‌آید. سهام این شرکت به‌طور کامل متعلق به خانواده چاراوانون می‌باشد.